# Монте-Кастро (Буэнос-Айрес)
Монте Кастро — район Буэнос-Айреса. Он ограничен улицами: Баигорриа, Хоакин Гонсалес, Хуан-Агустин Гарсия, Лопе де Вега, Альварес Хонте и Иригойен. Район граничит с районами Вилья-Девото на севере, Вилья-дель-Парке и Вилья-Санта-Рита на востоке, Флореста, Вилья-Луро на юге, и Вилья-Реал и Версальес на западе.
Улица Альварес Хонте пересекает район пополам.
Название района происходит от старого владельца этих земель, помещик Педро Фернандес де Кастро купил их в 1703 году. Он умер несколько дней спустя, и его дочь Анна унаследовала эти поля. В настоящее время площадь называется Chacra de Castro (ферма Кастро) или Montes de Castro (холмы Кастро).
Всемирно известный спортивный клуб «Олл Бойз» был основан в 1913 году в соседнем районе Флореста, а в 1924 году переехал в Монте-Кастро. Его домашний стадион «Ислас Мальвинас» находится на углу улиц Альварес Хонте и Лопе де Вега на границе с районом Вилья-Луро.

## Госпитали
В районе расположены:
- Hospital de Rehabilitación Manuel Rocca (улица Сегуролла)
- Hospital General de Agudos Dalmacio Vélez Sarsfield (улица Кальдерон)